# 一之鳥居站

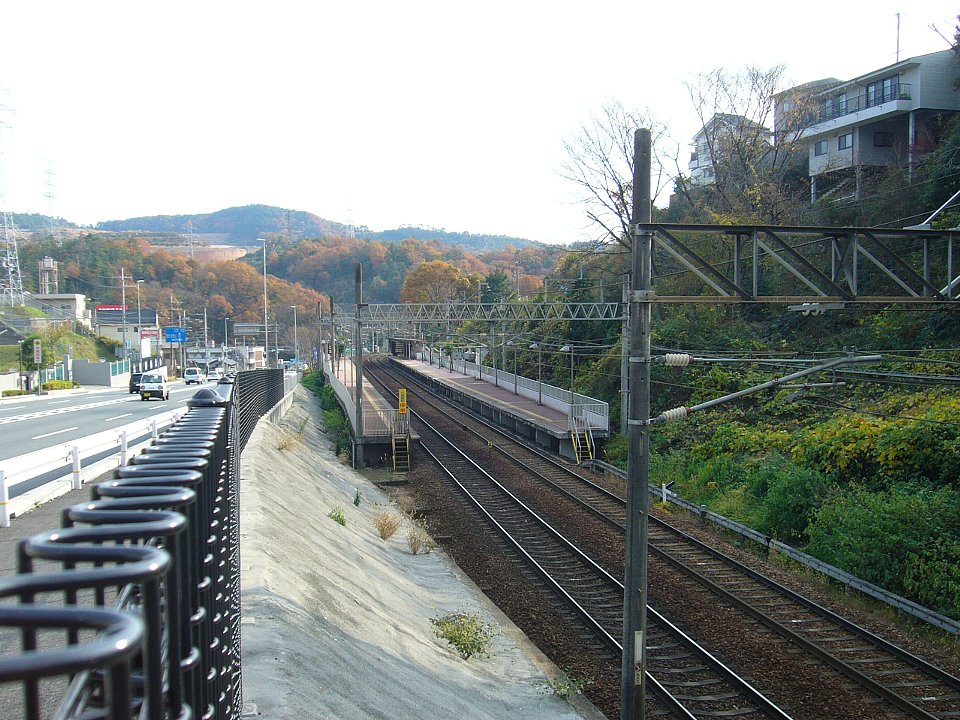
車站北方望向月台，左邊是國道173號

一之鳥居站（日语：／ Ichinotorii eki */?）是位於兵庫縣川西市東畦野山手，屬於能勢電鐵的妙見線車站，車站編號為NS08。

## 歷史
- 1913年（大正2年）4月13日：一之鳥居站啟用[1][2]。當時為終點站[2]。
- 1923年（大正12年）11月3日：鐵路線延伸至妙見站（後來為妙見口站），此站成為中途站[2]。
- 1973年（昭和48年）4月1日：國道173號擴寬，平野站至此站之間路段改經鹽川隧道。車站遷移至現地[1][2]。車站改名之一之鳥居站[4]。
- 1977年（昭和52年）4月24日：隨著平野站至山下站之間成為雙線鐵路，此站月台配置改為2面2線[1]。

## 車站構造
車站是一座地面車站，設有2面2線的相對式月台。閘口位於車站南邊。閘口與月台之間只有樓梯連接，沒有升降機。此站還未無障礙化。廁所位於閘口內。月台可容納6卡車廂，但是現時只有4卡車廂之列車停靠（8卡編成的特急「日生特快」通過此站）

## 車站周邊
- 國道173號
- 國道477號（日语：国道477号）
- 大阪青山大學（日语：大阪青山大学）、大阪青山短期大學 北攝校園[1]
  - 歷史文學博物館（建築物外觀為四層的城郭型式）[1]

## 相鄰車站
能勢電鐵
 妙見線
■特急「日生特快」
通過
■普通
平野（NS07）－一之鳥居（NS08）－畦野（NS09）

## 注腳
1. 1 2 3 4 5 6 7 8 9 10 11 12 13 14  . 神戸新聞総合出版センター. 2012-12-10: 148. ISBN 9784343006745 （日语）.
2. 1 2 3 4 5  曾根悟（監修）. 朝日新聞出版分冊百科編集部（編集） , 编. . 週刊朝日百科. 14号 神戸電鉄・能勢電鉄・北条鉄道・北近畿タンゴ鉄道. 朝日新聞出版. 2011-06-19: 16–17 （日语）.
3. ↑  川西市 統計要覧 令和元年度版 5－4. 能勢電鉄市内各駅の1日の乗降客数 （页面存档备份，存于）（日語）
4. ↑  今尾惠介監修《日本鉄道旅行地図帳 9号 関西2》新潮社，2009年，p.51

## 外部連結
- 一之鳥居站 （能勢電鐵） （页面存档备份，存于）（日語）